# Wereldkampioenschappen BMX 2025
De wereldkampioenschappen BMX 2025 werden op 2 en 3 augustus georganiseerd in het Deense Kopenhagen.

## Medailleoverzicht

### Mannen
| Onderdeel    | Goud | Goud                | Zilver | Zilver             | Brons | Brons         |
| ------------ | ---- | ------------------- | ------ | ------------------ | ----- | ------------- |
| BMX elite    | FRA  | Arthur Pilard       | AUS    | Izaac Kennedy      | AUS   | Eddy Clerté   |
| BMX U23      | FRA  | Alexis Pieczanowsky | AUS    | Joshua Jolly       | NED   | Jason Noordam |
| BMX junioren | FRA  | Evan Oliviera       | FRA    | Clément Rocherieux | CAN   | Lucas Zhou    |

### Vrouwen
| Onderdeel    | Goud | Goud             | Zilver | Zilver               | Brons | Brons        |
| ------------ | ---- | ---------------- | ------ | -------------------- | ----- | ------------ |
| BMX elite    | GBR  | Beth Shriever    | AUS    | Saya Sakakibara      | NED   | Judy Baauw   |
| BMX U23      | NED  | Michelle Wissing | NED    | Renske van Santvoort | FRA   | Marie Favrel |
| BMX junioren | NZL  | Lily Greenough   | GBR    | Elsa Rendall Todd    | USA   | Alexis Alden |

### Medaillespiegel
| Plaats | Land                | Goud | Zilver | Brons | Totaal |
| 1      | Frankrijk           | 3    | 1      | 2     | 6      |
| 2      | Nederland           | 1    | 1      | 2     | 4      |
| 3      | Verenigd Koninkrijk | 1    | 1      | 0     | 2      |
| 4      | Nieuw-Zeeland       | 1    | 0      | 0     | 1      |
| 5      | Australië           | 0    | 3      | 0     | 3      |
| 6      | Canada              | 0    | 0      | 1     | 1      |
| 6      | Verenigde Staten    | 0    | 0      | 1     | 1      |
| Totaal | Totaal              | 6    | 6      | 6     | 18     |

## Finales elite

### Mannen
| Rang   | Naam                 | Land       | Bijz. |
| ------ | -------------------- | ---------- | ----- |
| Goud   | Arthur Pilard        | Frankrijk  |       |
| Zilver | Izaac Kennedy        | Australië  |       |
| Brons  | Eddy Clerté          | Frankrijk  |       |
| 4      | Joris Daudet         | Frankrijk  |       |
| 5      | Mathis Ragot-Richard | Frankrijk  |       |
| 6      | Magnus Dyhre         | Denemarken |       |
| 7      | Mitchel Schotman     | Nederland  |       |
| 8      | Sylvain André        | Frankrijk  |       |

### Vrouwen
| Rang   | Naam            | Land                | Bijz.          |
| ------ | --------------- | ------------------- | -------------- |
| Goud   | Beth Shriever   | Verenigd Koninkrijk |                |
| Zilver | Saya Sakakibara | Australië           |                |
| Brons  | Judy Baauw      | Nederland           |                |
| 4      | Zoé Claessens   | Zwitserland         |                |
| 5      | Teya Rufus      | Australië           |                |
| 6      | Lauren Reynolds | Australië           |                |
| 7      | Laura Smulders  | Nederland           |                |
| 8      | Axelle Étienne  | Frankrijk           | Niet gefinisht |

1996 ·
1997 ·
1998 ·
1999 ·
2000 ·
2001 ·
2002 ·
2003 ·
2004 ·
2005 ·
2006 ·
2007 ·
2008 ·
2009 ·
2010 ·
2011 ·
2012 ·
2013 ·
2014 ·
2015 ·
2016 ·
2017 ·
2018 ·
2019 ·
2021 ·
2022 ·
2023 ·
2024 ·
2025